# Digestivni enzim
Digestivni enzimi su oni enzimi koji se nalaze u organima za varenje i koji funkcionišu kao biološki katalizatori da pokrenu proces razgrađivanja hrane, tako da važne hranljive materije budu dobro apsorbovane i iskorišćene. Sva hrana sadrži hranljive materije i ima određene nutritivne vrednosti, međutim, dok enzimi ne počnu proces varenja, hranljive materije su „zaključane“ i nisu dostupne da ih telo apsorbuje. Na primer, vlakna i vitamini u žitaricama nisu korisna dok digestivni enzimi ne otpočnu proces i oslobode hranljive materije. Slično tome, meso ili riba ne isporučuju proteine neophodne za rast i razvoj dok proteazni enzimi ne svare proteine.
Delovanje enzima u organizmu je veoma važno za celokupno zdravlje. Pravo i potpuno varenje je neophodno za održavanje dobrog zdravlja jer bez varenja, hranljive materije koje se unesu neće biti adekvatno apsorbovane. Digestivni enzimi takođe igraju glavnu ulogu u želudačno-crevnom zdravlju jer mogu da imaju veliki efekat u rešavanju najčešće prepoznatljivih želudačno-crevnih smetnji, uključujući crevnu iritaciju, loše varenje, lošu apsorbciju, veliku crevnu propustljivost, alergije i osetljivosti na hranu. Kliničko iskustvo sa upotrebom digestivnih enzima je pokazalo da ova stanja mogu biti potpomognuta upotrebom enzima sa širokim spektrom upotrebe.
Digestivni enzimi u organizmu:
- potpomažu digestivnu funkciju
- omogućavaju bolju apsorpciju hranljivih materija iz hrane
- održavaju čistoću creva, sprečavaju nastanak gasova, konstipacije i sl.
- pozitivno utiču na zdravlje organizma uopšte

Ljudsko telo prirodno proizvodi enzime za varenje; ipak, sledeće situacije dovode do nedostatka neophodnih enzima:
- Nedostatak hranljivih sastojaka negativno utiče na enzime;
- Proizvodnja enzima može opasti sa godinama;
- Kuvanje namirnica (na temperaturama višim od 40ºC) uništava prirodne enzime koji deluju u koordinaciji sa digestivnim enzimima. Da bi se unosila adekvatna količina digestivnih enzima, neophodno je svakodnevno konzumiranje svežih namirnica, posebno voća i povrća.
- Stres može da potroši enzime;
- Bolesti mogu da spreče proizvodnju enzima;
- Povrede mogu da poremete nivo enzima.